# St. Laurentius (Herne)

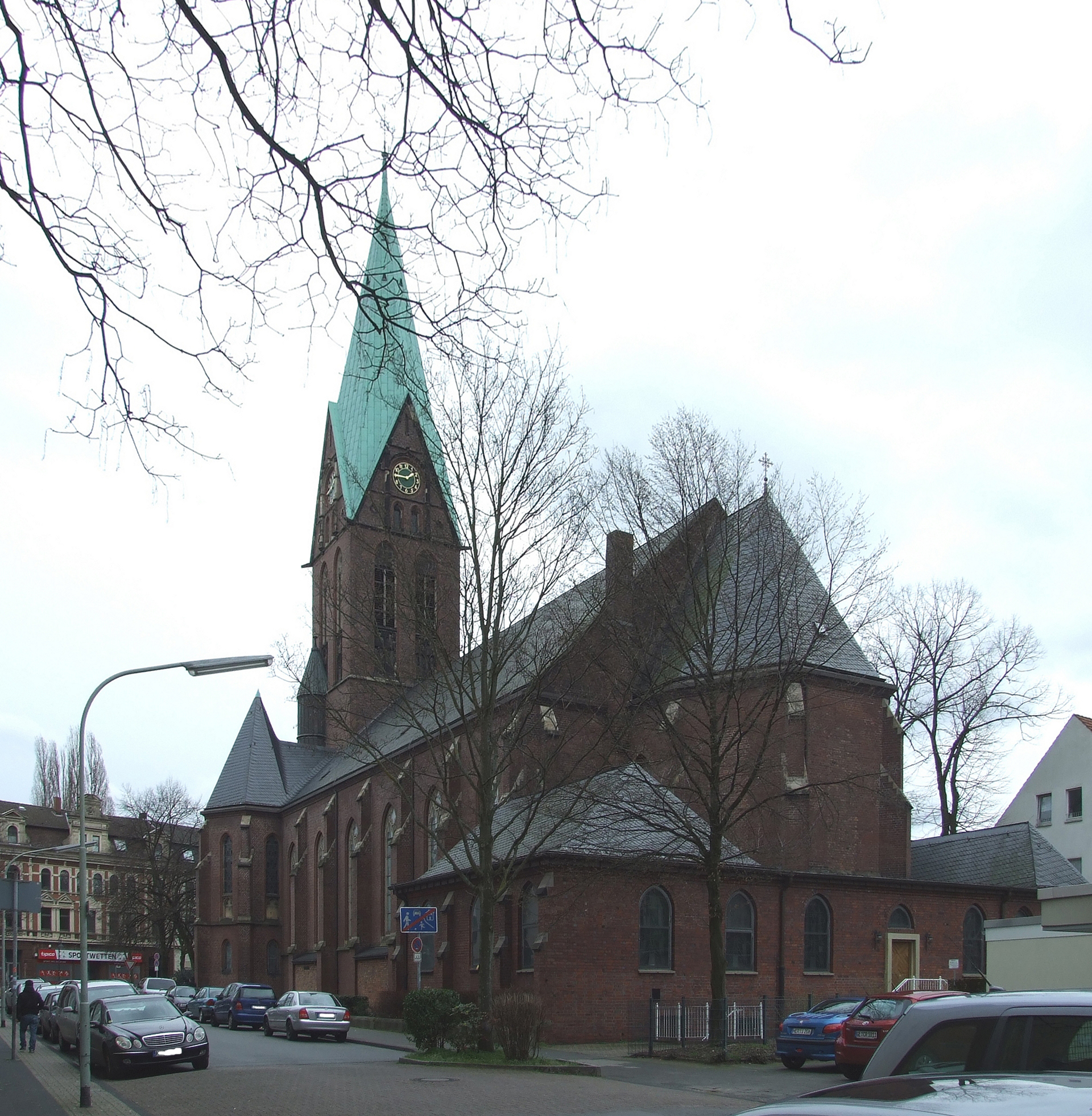
St. Laurentius aus der Karlstraße gesehen (2014)

Sankt Laurentius ist eine römisch-katholische Kirche im Ortsteil Wanne der Stadt Herne, an der Hauptstraße/Karlstraße.

## Geschichte

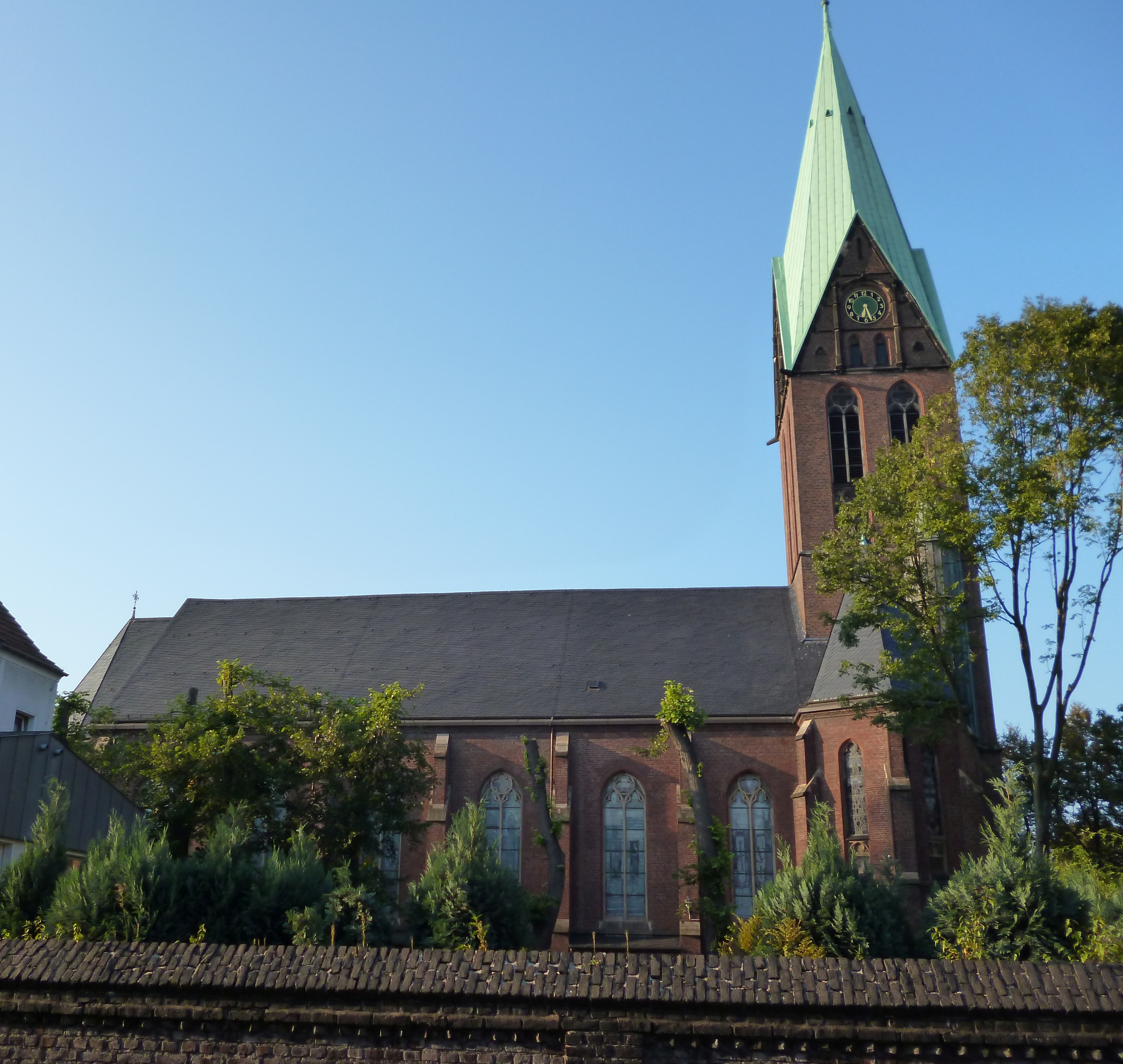
St. Laurentius, Seitenansicht (2014)

Die Kirche wurde unter Dombaumeister Arnold Güldenpfennig in den Jahren 1884 bis 1892 in Ziegelbauweise als dreischiffige Hallenkirche im neugotischen Stil errichtet. Die Grundsteinlegung erfolgte am 15. August 1884 durch Pfarrer Hackmann aus Eickel, Weihe von Chor und Schiff am 21. Oktober 1885, die Fertigstellung des viergeschossigen Kirchturms mit paarig angeordneten Spitzbogenfenstern wurde im Jahr 1892 abgeschlossen. In der Amtszeit von Pfarrer Rudolf Wrede wurde Sankt Laurentius am 27. Oktober 1890 selbständige Gemeinde. Im Zweiten Weltkrieg wurde die Kirche durch Artilleriebeschuss und Bomben beschädigt. Nach schweren Schäden durch Sprengkörper am 4. März 1945 konnte sie zeitweise nicht mehr genutzt werden. Nach Kriegsende wurden das durch Risse beschädigte Gewölbe und das Dach wieder instand gesetzt, die Spitzbogenfenster notdürftig verglast. Erst 1948 war die Instandsetzung abgeschlossen, die Ausgestaltung der Kirche am 14. August 1955. Am 13. April 1987 wurde das Gebäude in die Liste der Baudenkmale der Stadt Herne eingetragen. Sankt Laurentius zählt zum Erzbistum Paderborn. Seit dem 1. Januar 2019 bildet Sankt Laurentius zusammen mit allen anderen katholischen Gemeinden im Wanne-Eickeler Stadtgebiet durch Zusammenschluss die Großpfarrei St. Christophorus.

## Ausstattung
1898 wurde eine Orgel mit 28 Registern von der Dorstener Orgelbauwerkstatt Franz Breil für rund 13.000 Mark erbaut, 1974 bis 1975 renoviert und mit 30 Registern in Betrieb genommen. Im Chor befindet sich ein Weihnachten 1953 eingeweihtes Wand-Mosaik des Künstlers Edmund Schuitz (Entwurf und Ausführung 1952–1954). Die Glasfenster mit den acht Seligpreisungen der Bergpredigt wurden 1978 bis 1988 von Georg Meistermann gestaltet. Josef Rikus schuf Altar, Taufbecken und Ambo.
Zu den Kunstwerken zählen neben Ikonen, spätgotische Madonnen und Tafelbilder aus dem 15. bis 17. Jahrhundert Werke bedeutender Künstler des 20. Jahrhunderts. Ernst Oldenburg schuf den „Kreuzweg Christi“ und Ewald Mataré den „Petrus“. Im Eingangsbereich des Kirchenschiffs war die 2,30 m hohe von Ernst Barlach 1930 geschaffene Bronzefigur „Der Bettler“ aufgestellt, die seit 2007 im Kreuzgang des St.-Paulus-Doms in Münster steht. Im nördlichen Seitenschiff befindet sich Barlachs „Lehrender Christus“ von 1931 und an einer Säule angebracht sein 1,20 m großer „Wanderer im Wind“. Ebenfalls von ihm ist die im Mittelgang aufgestellte Skulptur „Das Wiedersehen“. Von Gerhard Marcks stammen einige Skulpturen, darunter die in Bronze ausgeführten Darstellungen des „Heiligen Georg“, „St. Martin mit dem Bettler“, „Der betende Prophet“, „Das Paar auf dem Pferde“ und „Die Trauernde“. Ihr gegenüber in der nördlichen Marienkapelle befindet sich der Holzschnitt „Der Gefangene“ von Christian Rohlfs aus dem Jahr 1918. Daneben hängen sieben Gouachen des Malers Georges Rouault zu einem Kreuz angeordnet sowie eine russische Ikone aus dem 18. Jahrhundert. In eine Nische im steinernen Längsbalken ist eine spätgotische  hölzerne Pietà eingelassen, daneben befindet sich die Grafik „Die Begegnung mit dem Tod“ von Käthe Kollwitz.

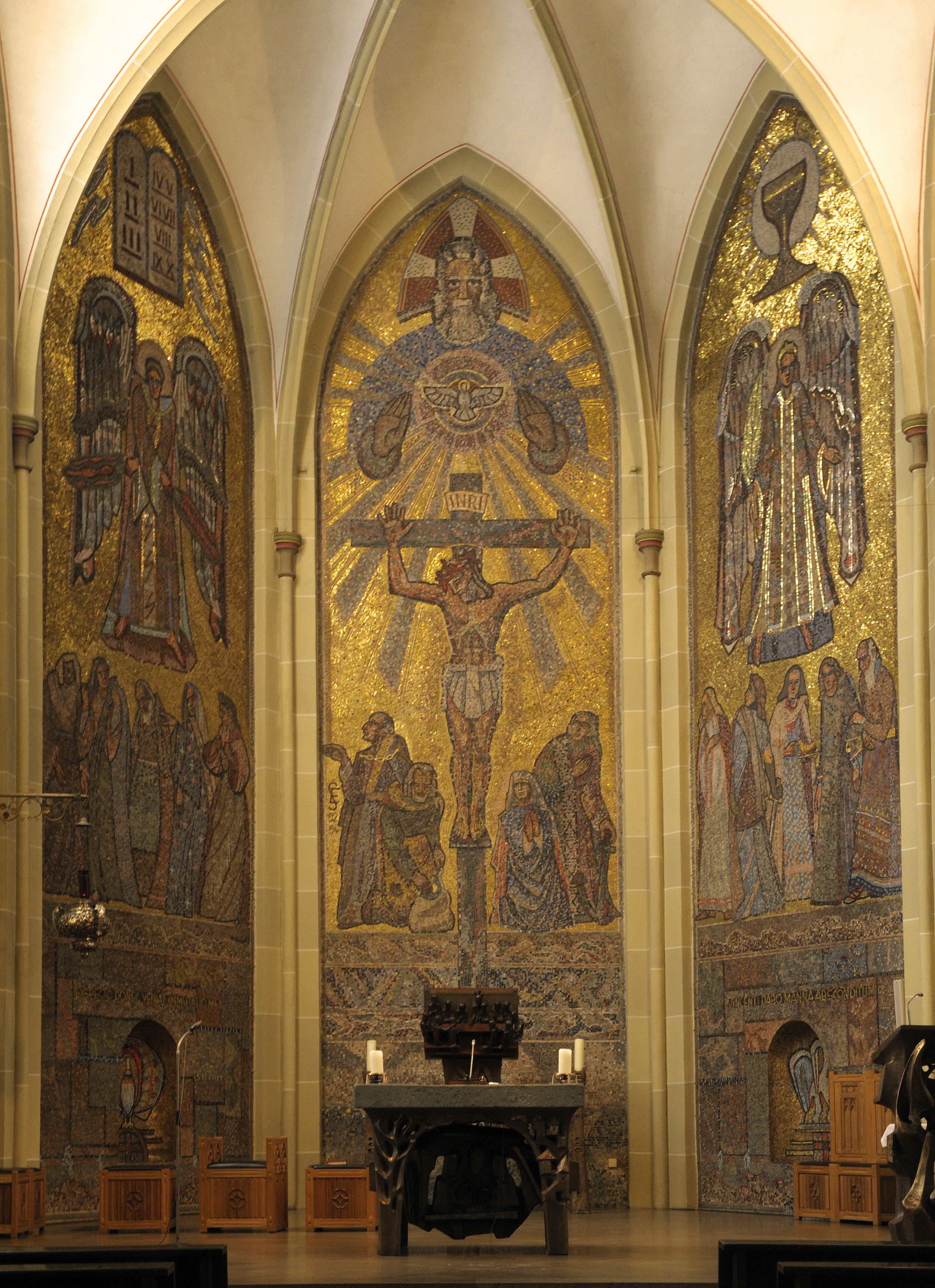
Innenraum mit Mosaik
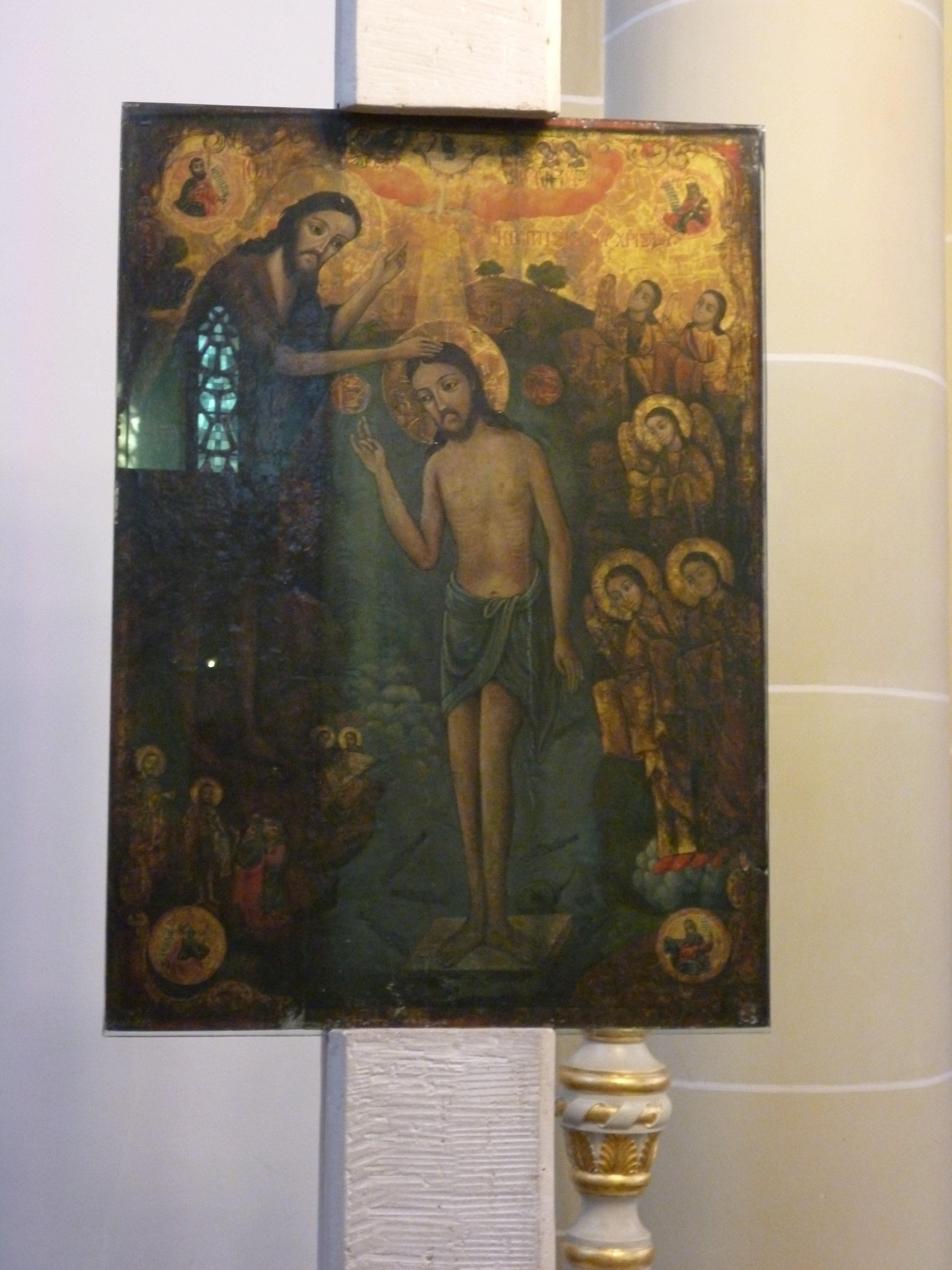
Christusbild
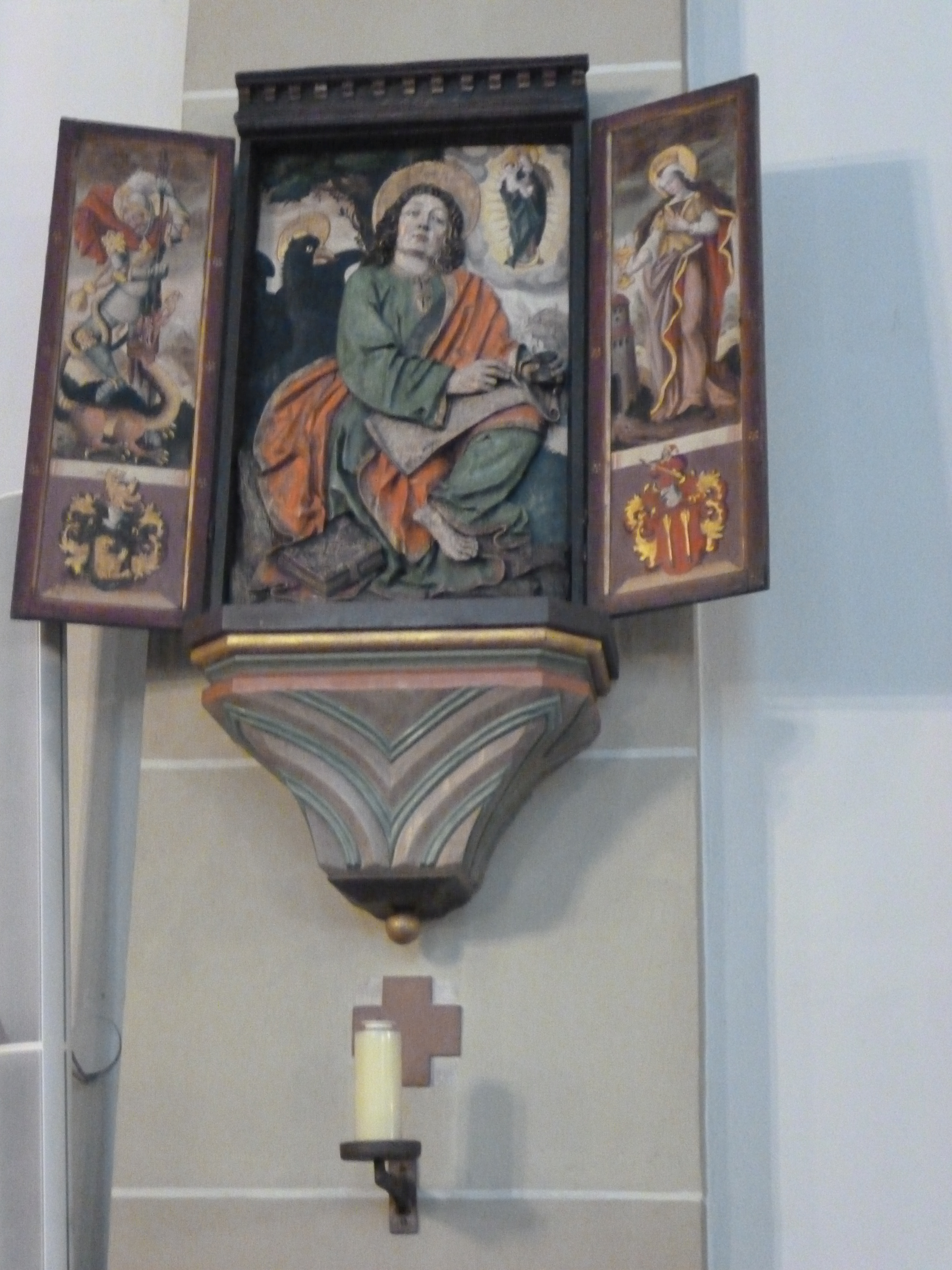
Tafelbild
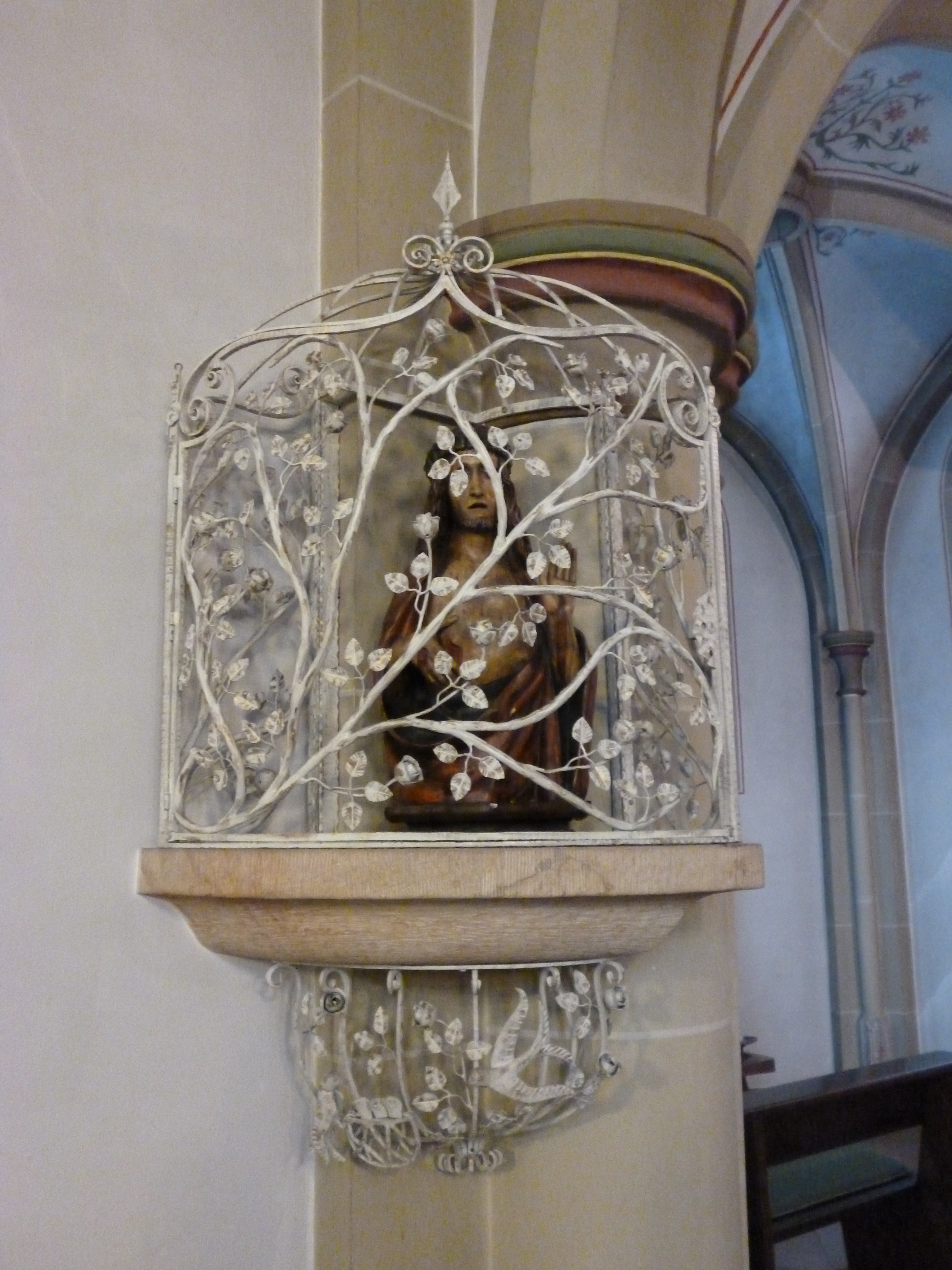
Heiligenskulptur
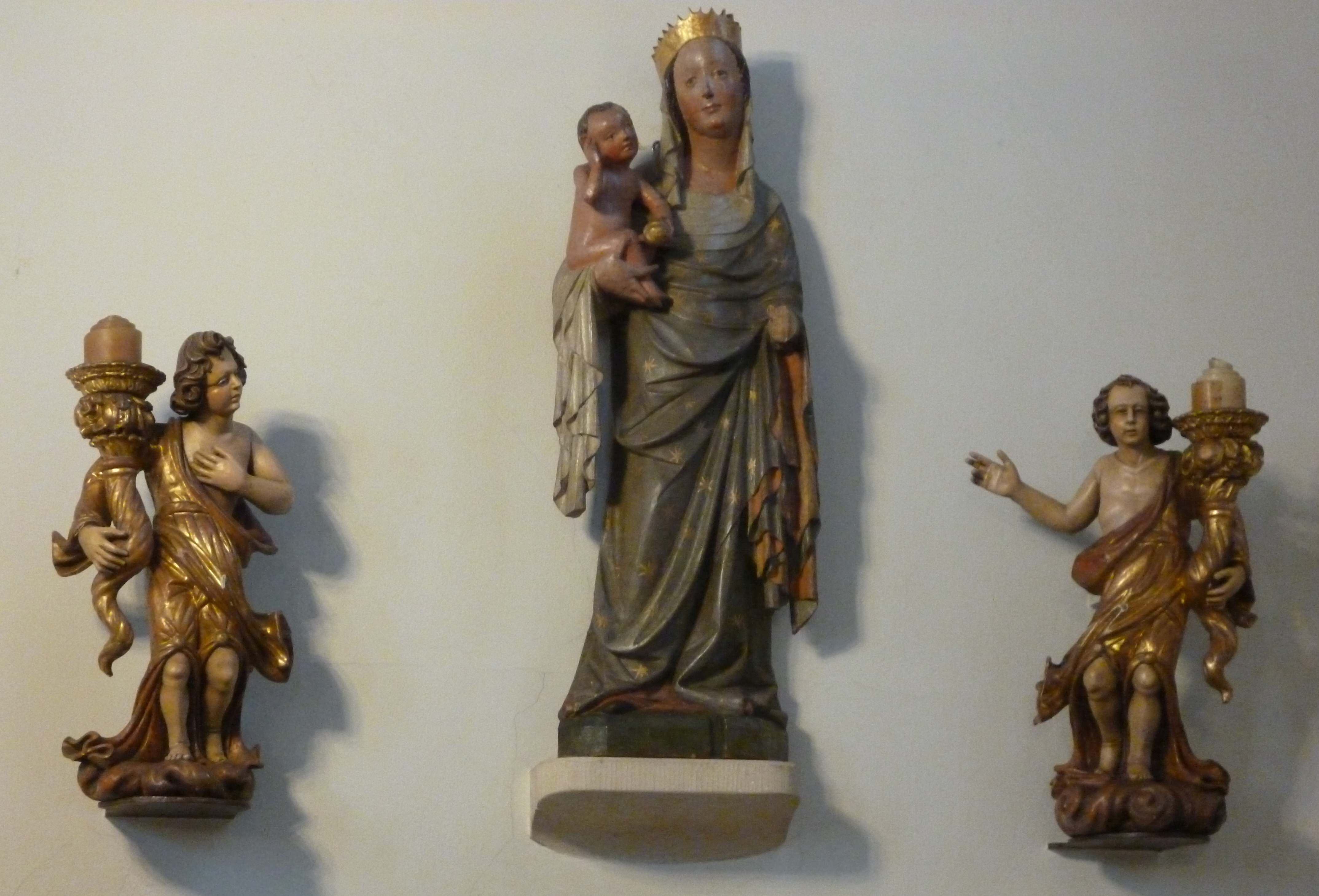
Marienfigur
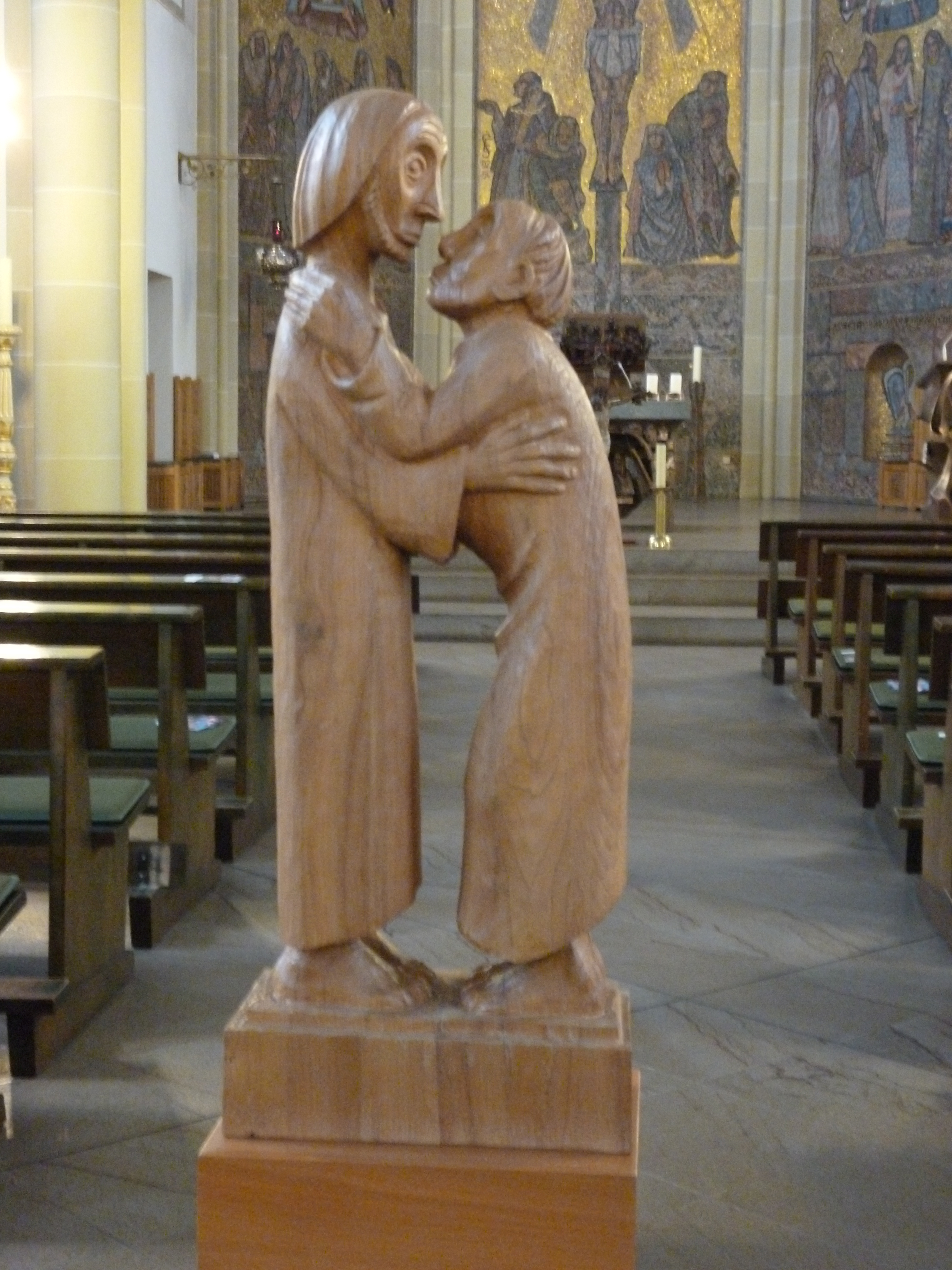
Das Wiedersehen, Barlach
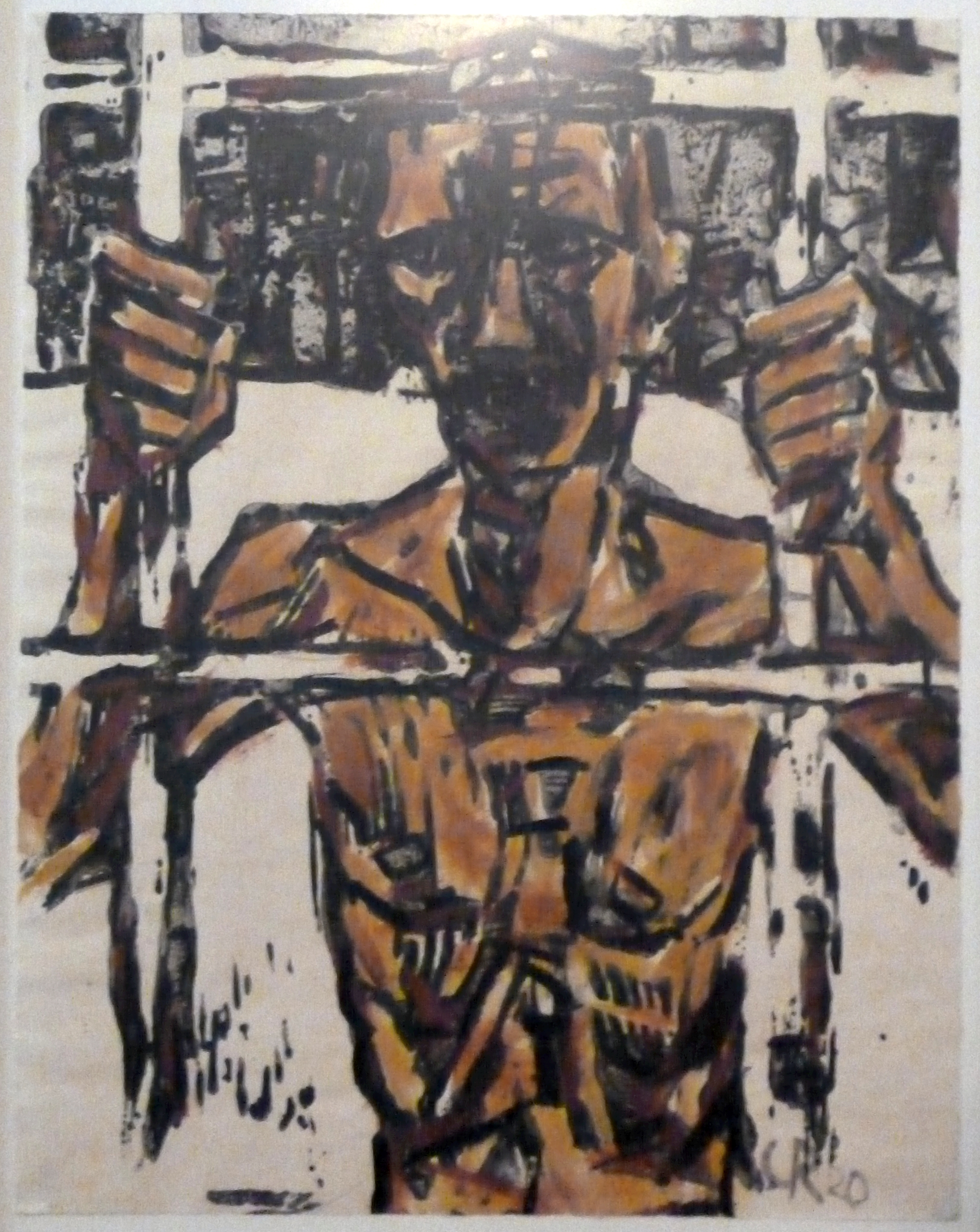
Der Gefangene, Rohlfs
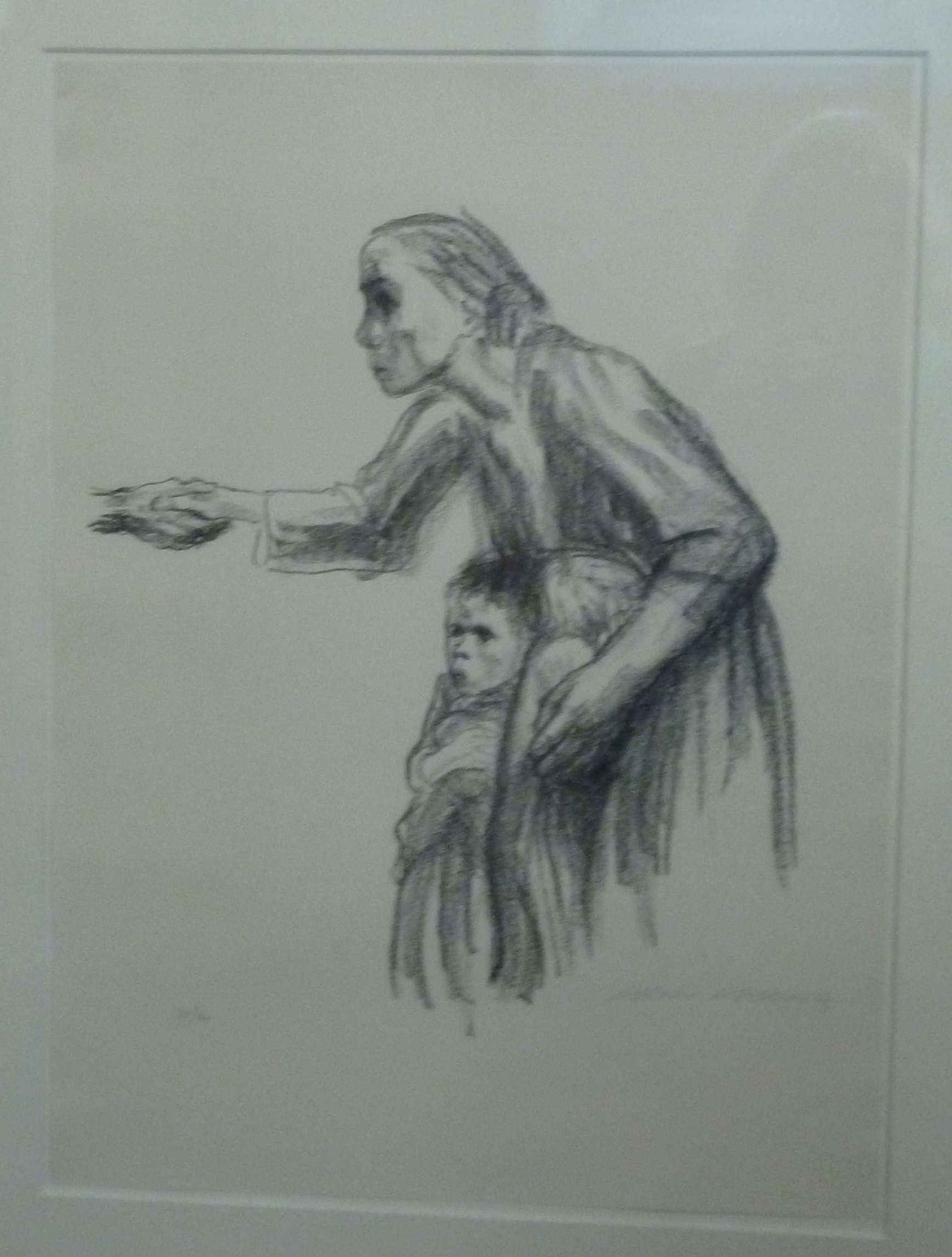
Grafik, Käthe Kollwitz

## Glocken
Im Turm der Kirche hängen vier Gussstahlglocken des Bochumer Vereins. Nachdem die ursprünglichen Glocken im Ersten Weltkrieg hatten abgeliefert werden müssen, wurden schon 1917 drei Gussstahlglocken mit den Tönen e′, g′ und b′ beschafft. 1954 wurde das Geläut um eine vierte Gussstahlglocke mit dem Ton cis′ ergänzt. Die cis#-Glocke wurde in einer Sonderrippe gegossen und fällt durch einen etwas eigentümlichen Klang auf.